# Cauldron II: The Pumpkin Strikes Back
Cauldron II: The Pumpkin Strikes Back es un videojuego creado por Steve Brown y Richard Leinfellner, publicado por Palace Software en 1986, para ZX Spectrum, Amstrad CPC y Commodore 64. Es la segunda parte del videojuego Cauldron, aunque en este caso se intercambian los papeles: ahora controlas a la calabaza y la bruja es el enemigo a batir.

## Argumento
Ha pasado el tiempo, y la nueva reina de las brujas ha construido un castillo en el bosque donde tuviera antes su cabaña, y desde allí reina con terror sobre todas las criaturas. Sin embargo, el guerrero-calabaza ha decidido poner fin a ese reinado y reclamar venganza por lo que la bruja hizo para convertirse en reina. Para ello se aventura a adentrarse en el castillo, y reunir los objetos necesarios para destruir a la bruja para siempre.

## Jugabilidad
El judador controla a la calabaza, y para ello debe controlar el salto de una forma peculiar que hace el control del juego un tanto complicado, sólo puede variar la dirección o la fuerza del salto en el momento en el que la calabaza bota en el suelo, con lo que debe calcular milimétricamente los saltos para moverse exactamente como quiera hacerlo.
Debe recorrer el enorme castillo de la bruja buscando varios objetos mágicos. Cada uno tiene una función en el juego, y no es posible alcanzar la victoria si le falta alguno de ellos. Los objetos mágicos siempre aparecen en los mismos lugares del castillo. Es la calabaza la que, en cada partida, comienza en una habitación diferente, de forma aleatoria. Los objetos mágicos son los siguientes:
- Tijeras: Son necesarias para obtener un mechón de pelo de la bruja, aparecen en el bosque junto a la entrada oeste del castillo.
- Hacha: Con ella podrá abrir las puertas cerradas, está en uno de los pasillos del castillo.
- Escudo: Le hará invulnerable a los esqueletos, está en una de las gárgolas en uno de los balcones oeste.
- Corona: Hará que el guardián mágico de la bruja no le aniquile, se encuentra en la sala del trono.
- Copa: Le protegerá contra el hechizo de las manos mágicas (sin ella, al tocarlas, se invertirá el control izquierda-derecha durante algunos segundos), está en una de las gárgolas en uno de los balcones este.
- Libro de hechizos: Será necesario para invocar el hechizo de destrucción de la bruja, está en la torre más alta del castillo.
- Mechón de pelo: Es el ingrediente básico del hechizo de destrucción de la bruja, la encontrará en su dormitorio debajo de la torre más alta.

Una vez con todos los objetos recogidos, deberá llevarlos hasta el viejo caldero de la bruja que se esconde en las catacumbas, para lograr así la victoria. Por el castillo se encuentran múltiples enemigos que quitan energía al tocar a la calabaza, siendo ellos a su vez destruidos, aunque se regeneran en unos segundos. Para recuperar la energía, y así obtener un medio de disparo, se encuentran en diversos lugares unos polvos mágicos que al cogerlos restauran la energía. La primera vez que se recoge uno de ellos, se adquiere la capacidad de disparar, aunque cada disparo consumirá un poco de energía. Si el nivel de energía llega hasta el 0%, se pierde una vida de las siete con las que se empieza. Algunos enemigos quitan una vida nada más tocar a la calabaza: los cuernos de las gárgolas, las arañas, los esqueletos (si no se tiene el escudo) y el guardián de la bruja, y también se pierde una vida si se cae al agua. Con la bruja no se enfrenta directamente, ya que se aprovecha su sueño para realizar la misión. Eso sí, el retrato de la bruja se ríe del jugador cada vez que pierde una vida.

## Curiosidades
El castillo de la bruja tiene la misma forma que el logo de Palace Software.